# Cattedrali in Francia
Questa è una lista di cattedrali in Francia, sia metropolitana sia d'oltremare, che include sia le attuali che le passate sedi diocesane. Quasi tutte le cattedrali sono cattoliche, ma sono elencate anche quelle non cattoliche.
La lista è esaustiva per le cattedrali attuali, mentre non lo è per quelle passate, sebbene ne includa molte. Molte importanti chiese in Francia sono note come cattedrali, sebbene non siano sedi vescovili, ma per importanza storica; queste non sono incluse nella lista. Si contano 190 cattedrali

## Chiesa cattolica

### Cattedrali cattoliche
| Cattedrale | Arcidiocesi o Diocesi                                         | Località                        | Dedicazione                                                  | Note | Immagine |
| --- | ------------------------------------------------------------- | ------------------------------- | ------------------------------------------------------------ | --- | -------- |
| Cattedrale di Agen Cathédrale Saint-Caprais d'Agen | Agen                                                          | Agen                            | San Caprasio                                                 | cattedrale, Patrimonio dell'Umanità                                                                                   |          |
| Cattedrale di Aix Cathédrale Saint-Sauveur d'Aix | Aix                                                           | Aix-en-Provence                 | San Salvatore                                                | cattedrale, basilica minore                                                                                           |          |
| Cattedrale di Ajaccio Cathédrale Notre-Dame-de-l'Assomption d'Ajaccio | Ajaccio                                                       | Ajaccio                         | Assunzione di Maria                                          | cattedrale |          |
| Cattedrale di Albi Cathédrale Sainte-Cécile d'Albi | Albi                                                          | Albi                            | Santa Cecilia                                                | cattedrale, basilica minore                                                                                           |          |
| Cattedrale di Amiens Cathédrale Notre-Dame d'Amiens | Amiens                                                        | Amiens                          | Maria Vergine                                                | cattedrale, basilica minore; Patrimonio dell'Umanità                                                                  |          |
| Cattedrale di Angers Cathédrale Saint-Maurice d'Angers | Angers                                                        | Angers                          | San Maurizio                                                 | cattedrale |          |
| Cattedrale di Angoulême Cathédrale Saint-Pierre d'Angoulême | Angoulême                                                     | Angoulême                       | San Pietro                                                   | cattedrale |          |
| Cattedrale di Annecy Cathédrale Saint-Pierre d'Annecy | Annecy                                                        | Annecy                          | San Pietro                                                   | cattedrale |          |
| Cattedrale di Arras Cathédrale Notre-Dame-et-Saint-Vaast d'Arras | Arras                                                         | Arras                           | Maria Vergine e San Vedasto                                  | cattedrale, basilica minore                                                                                           |          |
| Cattedrale di Auch Cathédrale Sainte-Marie d'Auch | Auch                                                          | Auch                            | Maria Vergine                                                | cattedrale, basilica minore; Patrimonio dell'Umanità                                                                  |          |
| Cattedrale di Autun Cathédrale Saint-Lazare d'Autun | Autun                                                         | Autun                           | San Lazzaro                                                  | cattedrale, basilica minore                                                                                           |          |
| Cattedrale di Auxerre Cathédrale Saint-Étienne d'Auxerre | Autun                                                         | Auxerre                         | Santo Stefano                                                | cattedrale dell'arcidiocesi di Sens insieme a quella di Sens                                                          |          |
| Cattedrale di Avignone Cathédrale Notre-Dame-des-Doms d'Avignon | Avignone                                                      | Avignone                        | Maria Vergine Notre-Dame-des-Doms                            | cattedrale, basilica minore; Patrimonio dell'Umanità                                                                  |          |
| Cattedrale di Bayeux Cathédrale Notre-Dame de Bayeux | Bayeux-Lisieux                                                | Bayeux                          | Maria Vergine                                                | cattedrale |          |
| Cattedrale di Bayonne Cathédrale Sainte-Marie de Bayonne | Bayonne                                                       | Bayonne                         | Maria Vergine                                                | cattedrale |          |
| Cattedrale di Beauvais Cathédrale Saint-Pierre de Beauvais | Beauvais                                                      | Beauvais                        | San Pietro                                                   | cattedrale |          |
| Cattedrale di Belfort Cathédrale Saint-Christophe de Belfort | Belfort-Montbéliard                                           | Belfort                         | San Cristoforo                                               | cattedrale, basilica minore                                                                                           |          |
| Cattedrale di Belley Cathédrale Saint-Jean de Belley | Belley-Ars                                                    | Belley                          | San Giovanni Battista                                        | cattedrale |          |
| Cattedrale di Besançon Cathédrale Saint-Jean de Besançon | Besançon                                                      | Besançon                        | San Giovanni Evangelista                                     | cattedrale, basilica minore                                                                                           |          |
| Cattedrale di Blois Cathédrale Saint-Louis de Blois | Blois                                                         | Blois                           | San Luigi                                                    | cattedrale |          |
| Cattedrale di Bordeaux Cathédrale Saint-André de Bordeaux | Bordeaux                                                      | Bordeaux                        | Sant'Andrea                                                  | cattedrale, Patrimonio dell'Umanità                                                                                   |          |
| Cattedrale di Bourges Cathédrale Saint-Étienne de Bourges | Bourges                                                       | Bourges                         | Santo Stefano                                                | cattedrale, Patrimonio dell'Umanità                                                                                   |          |
| Cattedrale di Cahors Cathédrale Saint-Étienne de Cahors | Cahors                                                        | Cahors                          | Santo Stefano                                                | cattedrale, Patrimonio dell'Umanità                                                                                   |          |
| Cattedrale di Cambrai Cathédrale Notre-Dame-de-Grâce-et-St-Sépulcre | Cambrai                                                       | Cambrai                         | Madonna delle Grazie e Santo Sepolcro                        | cattedrale (dal 1801), precedentemente chiesa abbaziale, basilica minore                                              |          |
| Cattedrale di Carcassonne Cathédrale Saint-Michel de Carcassonne | Carcassonne e Narbona                                         | Carcassonne                     | San Michele                                                  | cattedrale |          |
| Cattedrale di Châlons Cathédrale Saint-Étienne de Châlons | Châlons                                                       | Châlons-en-Champagne            | Santo Stefano                                                | cattedrale |          |
| Cattedrale di Chambéry Cathédrale Saint-François-de-Sales de Chambéry | Chambéry, San Giovanni di Moriana e Tarantasia                | Chambéry                        | San Francesco di Sales                                       | cattedrale, basilica minore                                                                                           |          |
| Cattedrale di Chartres Cathédrale Notre-Dame de Chartres | Chartres                                                      | Chartres                        | Maria Vergine                                                | cattedrale, basilica minore; Patrimonio dell'Umanità                                                                  |          |
| Cattedrale di Clermont-Ferrand Cathédrale Notre-Dame-de-l'Assomption de Clermont-Ferrand                                                                                      | Clermont                                                      | Clermont-Ferrand                | Assunzione di Maria Vergine                                  | cattedrale |          |
| Cattedrale di Coutances Cathédrale Notre-Dame de Coutances | Coutances                                                     | Coutances                       | Maria Vergine                                                | cattedrale |          |
| Cattedrale di Créteil Cathédrale Notre-Dame de Créteil | Créteil                                                       | Créteil                         | Maria Vergine                                                | cattedrale (dal 1987)                                                                                                 |          |
| Cattedrale di Dax Cathédrale Notre-Dame de Dax | Aire e Dax                                                    | Dax                             | Maria Vergine                                                | cattedrale |          |
| Cattedrale di Digne Cathédrale Saint-Jérôme de Digne | Digne                                                         | Digne-les-Bains                 | San Girolamo                                                 | cattedrale |          |
| Cattedrale di Digione Cathédrale Saint-Bénigne de Dijon | Digione                                                       | Digione                         | San Benigno                                                  | cattedrale |          |
| Cattedrale di Évreux Cathédrale Notre-Dame d'Évreux | Évreux                                                        | Évreux                          | Maria Vergine                                                | cattedrale |          |
| Cattedrale di Evry Cathédrale de la Résurrection d'Evry | Evry-Corbeil-Essonnes                                         | Evry                            | Risurrezione                                                 | cattedrale (dal 1995)                                                                                                 |          |
| Cattedrale di Gap Cathédrale Notre-Dame-et-Saint-Arnoux de Gap | Gap-Embrun                                                    | Gap                             | Maria Vergine; Sant'Arnoldo                                  | cattedrale |          |
| Cattedrale di Grenoble Cathédrale Notre-Dame de Grenoble | Grenoble-Vienne                                               | Grenoble                        | Maria Vergine                                                | cattedrale |          |
| Cattedrale di Langres Cathédrale Saint-Mammès de Langres | Langres                                                       | Langres                         | San Mamete                                                   | cattedrale |          |
| Cattedrale di La Rochelle Cathédrale Saint-Louis de La Rochelle | La Rochelle                                                   | La Rochelle                     | San Luigi                                                    | cattedrale |          |
| Cattedrale di Laval Cathédrale de la Trinité de Laval | Laval                                                         | Laval                           | Trinità                                                      | cattedrale |          |
| Cattedrale di Le Havre Cathédrale Notre-Dame du Havre | Le Havre                                                      | Le Havre                        | Maria Vergine                                                | cattedrale |          |
| Cattedrale di Le Mans Cathédrale St-Julien du Mans | Le Mans                                                       | Le Mans                         | San Giuliano                                                 | cattedrale |          |
| Cattedrale di Le Puy Cathédrale Notre-Dame du Puy | Le Puy-en-Velay                                               | Le Puy-en-Velay                 | Maria Vergine                                                | cattedrale, basilica minore; Patrimonio dell'Umanità                                                                  |          |
| Cattedrale di Lilla Cathédrale Notre-Dame-de-la-Treille de Lille | Lilla                                                         | Lilla                           | Maria Vergine Notre-Dame-de-la-Treille                       | cattedrale, basilica minore                                                                                           |          |
| Cattedrale di Limoges Cathédrale Saint-Étienne de Limoges | Limoges                                                       | Limoges                         | Santo Stefano                                                | cattedrale |          |
| Cattedrale di Luçon Cathédrale Notre-Dame-de-l'Assomption de Luçon | Luçon                                                         | Luçon                           | Assunzione di Maria Vergine                                  | cattedrale |          |
| Cattedrale di Lione Cathédrale Primatiale Saint-Jean-Baptiste de Lyon | Lione                                                         | Lione                           | San Giovanni Battista                                        | cattedrale, Patrimonio dell'Umanità                                                                                   |          |
| Cattedrale di Marsiglia Cathédrale Sainte-Marie-Majeure de Marseille | Marsiglia                                                     | Marsiglia                       | Maria Vergine                                                | cattedrale (dal 1893), basilica minore                                                                                |          |
| Cattedrale di Meaux Cathédrale Saint-Étienne de Meaux | Meaux                                                         | Meaux                           | Santo Stefano                                                | cattedrale, basilica minore                                                                                           |          |
| Cattedrale di Mende Cathédrale Notre-Dame-et-Saint-Privat de Mende | Mende                                                         | Mende                           | Maria Vergine; San Privato                                   | cattedrale, basilica minore                                                                                           |          |
| Cattedrale di Metz Cathédrale Saint-Étienne de Metz | Metz                                                          | Metz                            | Santo Stefano                                                | cattedrale |          |
| Cattedrale di Montauban Cathédrale Notre-Dame-de-l'Assomption de Montauban | Montauban                                                     | Montauban                       | Assunzione di Maria Vergine                                  | cattedrale |          |
| Cattedrale di Montpellier Cathédrale Saint-Pierre-et-Saint-Paul de Montpellier                                                                                                | Montpellier                                                   | Montpellier                     | San Pietro e San Paolo                                       | cattedrale, basilica minore                                                                                           |          |
| Cattedrale di Moulins Cathédrale Notre-Dame de Moulins | Moulins                                                       | Moulins                         | Maria Vergine                                                | cattedrale, basilica minore                                                                                           |          |
| Cattedrale di Moûtiers Concathédrale Saint-Pierre de Moûtiers | Chambéry, San Giovanni di Moriana e Tarantasia                | Moûtiers                        | San Pietro                                                   | cattedrale (arcidiocesi soppressa nel 1801; sede episcopale ristabilita nel 1825, unita aeque principaliter nel 1966) |          |
| Cattedrale di Nancy Cathédrale Notre-Dame-de-l'Annonciation de Nancy | Nancy                                                         | Nancy                           | Annunciazione di Maria Vergine                               | cattedrale |          |
| Cattedrale di Nanterre Cathédrale Sainte-Geneviève-et-Saint-Maurice de Nanterre                                                                                               | Nanterre                                                      | Nanterre                        | Santa Genoveffa; San Maurizio                                | cattedrale |          |
| Cattedrale di Nantes Cathédrale Saint-Pierre de Nantes | Nantes                                                        | Nantes                          | San Pietro                                                   | cattedrale |          |
| Cattedrale di Nevers Cathédrale Saint-Cyr-et-Sainte-Julitte de Nevers | Nevers                                                        | Nevers                          | Santi Quirico e Giulitta                                     | cattedrale, basilica minore                                                                                           |          |
| Cattedrale di Nizza Cathédrale Sainte-Réparate de Nice | Nizza                                                         | Nizza                           | Santa Reparata                                               | cattedrale, basilica minore                                                                                           |          |
| Cattedrale di Nîmes Cathédrale Notre-Dame-et-Saint-Castor de Nîmes | Nîmes                                                         | Nîmes                           | Maria Vergine; San Castore                                   | cattedrale, basilica minore                                                                                           |          |
| Cattedrale di Orléans | Orléans                                                       | Orléans                         | Santa Croce                                                  | cattedrale, basilica minore                                                                                           |          |
| Cattedrale di Pamiers Cathédrale Saint-Antonin de Pamiers | Pamiers                                                       | Pamiers                         | Sant'Antonino                                                | cattedrale |          |
| Cattedrale di Notre-Dame di Parigi Cathédrale Notre-Dame de Paris | Parigi                                                        | Parigi                          | Maria Vergine                                                | cattedrale, basilica minore; Patrimonio dell'Umanità                                                                  |          |
| Cattedrale di San Luigi degli Invalides, altrimenti detta Cappella degli Invalides o chiesa di San Luigi, Les Invalides Cathédrale Saint-Louis-des-Invalides de Paris         | Ordinariato militare in Francia Diocèse aux Armées Françaises | Parigi, Hôtel des Invalides     | San Luigi                                                    | cattedrale, cappella ospedaliera                                                                                      |          |
| Cattedrale di Périgueux Cathédrale Saint-Front de Périgueux | Périgueux                                                     | Périgueux                       | San Frontino                                                 | cattedrale (dal 1669), basilica minore; Patrimonio dell'Umanità                                                       |          |
| Cattedrale di Perpignano Cathédrale Saint-Jean-Baptiste de Perpignan | Perpignano-Elne                                               | Perpignano                      | San Giovanni Battista                                        | cattedrale, basilica minore                                                                                           |          |
| Cattedrale di Poitiers Cathédrale Saint-Pierre de Poitiers | Poitiers                                                      | Poitiers                        | San Pietro                                                   | cattedrale, basilica minore                                                                                           |          |
| Cattedrale-abbaziale di Pontigny Cathédrale-abbatiale de Notre-Dame-de-l'Assomption, Pontigny                                                                                 | Prelatura territoriale della Missione di Francia              | Pontigny                        | Maria Vergine                                                | cattedrale, ex chiesa abbaziale                                                                                       |          |
| Cattedrale di Pontoise Cathédrale Saint-Maclou de Pontoise | Pontoise                                                      | Pontoise                        | San Maclovio                                                 | cattedrale |          |
| Cattedrale di Quimper Cathédrale Saint-Corentin de Quimper | Quimper                                                       | Quimper                         | San Corentino                                                | cattedrale, basilica minore                                                                                           |          |
| Cattedrale di Reims Cathédrale Notre-Dame de Reims | Reims                                                         | Reims                           | Maria Vergine                                                | cattedrale, basilica minore                                                                                           |          |
| Cattedrale di Rennes Cathédrale Saint-Pierre de Rennes | Rennes                                                        | Rennes                          | San Pietro                                                   | cattedrale |          |
| Cattedrale di Rodez Cathédrale Notre-Dame de Rodez | Rodez                                                         | Rodez                           | Maria Vergine                                                | cattedrale, basilica minore                                                                                           |          |
| Cattedrale di Rouen Cathédrale Notre-Dame de Rouen | Rouen                                                         | Rouen                           | Maria Vergine                                                | cattedrale |          |
| Cattedrale di Saint-Brieuc Cathédrale Saint-Étienne de Saint-Brieuc | Saint-Brieuc                                                  | Saint-Brieuc                    | Santo Stefano                                                | cattedrale, basilica minore                                                                                           |          |
| Cattedrale di Saint-Claude Cathédrale Saint-Claude de Saint-Claude | Saint-Claude                                                  | Saint-Claude                    | San Claudio                                                  | cattedrale, basilica minore                                                                                           |          |
| Cattedrale di Saint-Denis, detta anche "Basilica di Saint-Denis" e talvolta ancora "Abbazia di Saint-Denis" Cathédrale Saint-Denis, Basilique Saint-Denis, Abbaye Saint-Denis | Saint-Denis                                                   | Saint-Denis (Senna-Saint-Denis) | San Dionigi                                                  | cattedrale, basilica minore immemoriale, ex chiesa abbaziale                                                          |          |
| Cattedrale di Saint-Dié Cathédrale Saint-Dié de Saint-Dié | Saint-Dié                                                     | Saint-Dié-des-Vosges            | San Deodato                                                  | cattedrale |          |
| Cattedrale di Saint-Étienne Cathédrale Saint-Charles-de-Borromé de Saint-Étienne                                                                                              | Saint-Étienne                                                 | Saint-Étienne                   | San Carlo Borromeo                                           | cattedrale |          |
| Cattedrale di Saint-Flour Cathédrale Saint-Pierre-et-Saint-Flour de Saint-Flour                                                                                               | Saint-Flour                                                   | Saint-Flour                     | San Pietro; San Floro                                        | cattedrale |          |
| Cattedrale di San Giovanni di Moriana Concathédrale Saint-Jean-Baptiste de Saint-Jean-de-Maurienne                                                                            | Chambéry, San Giovanni di Moriana e Tarantasia                | San Giovanni di Moriana         | San Giovanni Battista                                        | cattedrale (diocesi unita aeque principaliter nel 1966)                                                               |          |
| Cattedrale di Sées Cathédrale Notre-Dame de Sées | Sées                                                          | Sées                            | Maria Vergine                                                | cattedrale, basilica minore                                                                                           |          |
| Cattedrale di Sens Cathédrale Saint-Étienne de Sens | Sens                                                          | Sens                            | Santo Stefano                                                | cattedrale |          |
| Cattedrale di Soissons Cathédrale Saint-Gervais-et-Saint-Protais de Soissons                                                                                                  | Soissons                                                      | Soissons                        | Santi Gervasio e Protasio                                    | cattedrale, basilica minore                                                                                           |          |
| Cattedrale di Strasburgo Cathédrale Notre-Dame de Strasbourg | Strasburgo                                                    | Strasburgo                      | Maria Vergine                                                | cattedrale |          |
| Cattedrale di Tarbes Cathédrale Notre-Dame-de-la-Sède de Tarbes | Tarbes e Lourdes                                              | Tarbes                          | Maria Vergine Notre-Dame-de-la-Sède                          | cattedrale |          |
| Cattedrale di Tolone Cathédrale Notre-Dame-de-la-Sède de Toulon or Sainte-Marie-Majeure                                                                                       | Fréjus-Tolone                                                 | Tolone                          | Maria Vergine (Notre-Dame-de-la-Sède) o Santa Maria Maggiore | cattedrale |          |
| Cattedrale di Tolosa Cathédrale Saint-Étienne de Toulouse | Tolosa                                                        | Tolosa                          | Santo Stefano                                                | cattedrale |          |
| Cattedrale di Tours Cathédrale Saint-Gatien de Tours | Tours                                                         | Tours                           | San Graziano                                                 | cattedrale |          |
| Cattedrale di Troyes Cathédrale Saint-Pierre-et-Saint-Paul de Troyes | Troyes                                                        | Troyes                          | San Pietro e San Paolo                                       | cattedrale |          |
| Cattedrale di Tulle Cathédrale Notre-Dame de Tulle | Tulle                                                         | Tulle                           | Maria Vergine                                                | cattedrale |          |
| Cattedrale di Valence Cathédrale Saint-Apollinaire de Valence | Valence                                                       | Valence                         | Sant'Apollinare di Valence                                   | cattedrale, basilica minore                                                                                           |          |
| Cattedrale di Vannes Cathédrale Saint-Pierre-et-Saint-Patern de Vannes | Vannes                                                        | Vannes                          | San Pietro e San Paterno                                     | cattedrale, basilica minore                                                                                           |          |
| Cattedrale di Verdun Cathédrale Notre-Dame de Verdun | Verdun                                                        | Verdun                          | Maria Vergine                                                | cattedrale, basilica minore                                                                                           |          |
| Cattedrale di Versailles Cathédrale Saint-Louis de Versailles | Versailles                                                    | Versailles                      | San Luigi                                                    | cattedrale |          |
| Cattedrale di Viviers Cathédrale Saint-Vincent de Viviers | Viviers                                                       | Viviers                         | San Vincenzo                                                 | cattedrale |          |

### Cattedrali cattoliche d'oltremare
| Cattedrale                                                                                             | Arcidiocesi o Diocesi                | Località                                    | Dedicazione                 | Note                        | Immagine |
| --- | ------------------------------------ | ------------------------------------------- | --------------------------- | --------------------------- | -------- |
| Cattedrale di Basse-Terre Cathédrale Notre-Dame-de-Guadeloupe de Basse-Terre                           | Diocesi di Basse-Terre               | Guadalupa, Basse-Terre                      | Maria Vergine               | cattedrale, basilica minore |          |
| Cattedrale di Cayenne Cathédrale Saint-Sauveur de Cayenne                                              | Diocesi di Caienna                   | Guyana francese, Cayenne                    | San Salvatore               | cattedrale                  |          |
| Cattedrale di Fort-de-France Cathédrale Saint-Louis de Fort-de-France                                  | Arcidiocesi di Fort-de-France        | Martinica, Fort-de-France                   | San Luigi                   | cattedrale                  |          |
| Cattedrale di Mata-Utu Cathédrale Notre-Dame-de-l'Assomption de Matâ'Utu                               | Diocesi di Wallis e Futuna           | Wallis e Futuna, Mata-Utu                   | Assunzione di Maria Vergine | cattedrale                  |          |
| Cattedrale di Numea Cathédrale Saint-Joseph de Nouméa                                                  | Arcidiocesi di Numea                 | Nuova Caledonia, Numea                      | San Giuseppe                | cattedrale                  |          |
| Cattedrale di Papeete Cathédrale Notre-Dame de Papeete                                                 | Arcidiocesi di Papeete               | Polinesia Francese, Tahiti, Papeete         | Maria Vergine               | cattedrale                  |          |
| Cattedrale di Pointe-à-Pitre Cathédrale Saint-Pierre-et-Saint-Paul de Pointe-à-Pitre                   | Diocesi di Basse-Terre               | Guadalupa, Pointe-à-Pitre                   | San Pietro e San Paolo      | ex-cattedrale               |          |
| Cattedrale di Réunion Cathédrale Saint-Denis de Saint-Denis, Réunion                                   | Diocesi di Saint-Denis-de-La Réunion | Riunione, Saint-Denis                       | San Dionigi                 | cattedrale                  |          |
| Concattedrale di Nostra Signora dell'Assunzione Co-cathédrale Notre Dame de l'Assomption, Saint-Pierre | Arcidiocesi di Fort-de-France        | Saint-Pierre                                | Assunzione di Maria         | concattedrale               |          |
| Cattedrale di Rikitea Cathédrale Saint-Michel                                                          | Arcidiocesi di Papeete               | Polinesia Francese, Mangareva, Rikitea      | San Michele                 | ex-cattedrale               |          |
| Cattedrale di Taiohae Cathédrale Notre-Dame de Taiohae or Cathédrale Notre-Dame des Marquises          | Diocesi di Taiohae o Tefenuaenata    | Polinesia Francese, Isole Marchesi, Taiohae | Maria Vergine               | cattedrale                  |          |

### Cattedrali cattoliche di rito orientale
| Cattedrale                                                                        | Arcidiocesi o Diocesi             | Località                       | Dedicazione             | Immagine                 |
| --------------------------------------------------------------------------------- | --------------------------------- | ------------------------------ | ----------------------- | ------------------------ |
| Cattedrale cattolica armena di Parigi Cathédrale Sainte-Croix-de-Paris            | Eparchia di Sainte-Croix-de-Paris | Parigi, Rue du Perche          | Santa Croce             | Chiesa armeno-cattolica  |
| Cattedrale cattolica ucraina di Parigi Cathédrale St. Volodymyr-le-Grand de Paris | Esarcato apostolico di Francia    | Paris, Boulevard Saint-Germain | San Vladimiro il Grande | Chiesa cattolica ucraina |

### Concattedrali cattoliche
| Cattedrale                                                                                  | Arcidiocesi o Diocesi | Località         | Dedicazione                    | Note                                                          | Immagine |
| ------------------------------------------------------------------------------------------- | --------------------- | ---------------- | ------------------------------ | ------------------------------------------------------------- | -------- |
| Cattedrale di Aire Cathédrale Saint-Jean-Baptiste d'Aire                                    | Aire e Dax            | Aire-sur-l'Adour | San Giovanni Battista          | concattedrale                                                 |          |
| Cattedrale di Bourg-en-Bresse Concathédrale Notre-Dame-de-l'Annonciation de Bourg-en-Bresse | Belley-Ars            | Bourg-en-Bresse  | Annunciazione di Maria Vergine | concattedrale                                                 |          |
| Cattedrale di Corbeil Cathédrale Saint-Spire de Corbeil                                     | Evry-Corbeil-Essonnes | Corbeil-Essonnes | Sant'Esuperio                  | concattedrale (cattedrale 1966-95)                            |          |
| Cattedrale di Saintes Cathédrale Saint-Pierre de Saintes                                    | La Rochelle           | Saintes          | San Pietro                     | ex-cattedrale (diocesi soppressa nel 1801), ora concattedrale |          |

### Ex-cattedrali cattoliche
| Cattedrale | Arcidiocesi o Diocesi | Località                              | Dedicazione                                                                                         | Note | Immagine |
| --- | --------------------- | ------------------------------------- | --------------------------------------------------------------------------------------------------- | --- | -------- |
| Cattedrale di Agde Cathédrale Saint-Étienne d'Agde                                                                            | Montpellier           | Agde                                  | Santo Stefano                                                                                       | ex-cattedrale (diocesi soppressa nel 1801)                                                                                     |          |
| Cattedrale di Alès Cathédrale Saint-Jean-Baptiste d'Alès                                                                      | Nîmes                 | Alès                                  | San Giovanni Battista                                                                               | ex-cattedrale (diocesi soppressa nel 1801)                                                                                     |          |
| Cattedrale di Alet Cathédrale Notre-Dame d'Alet                                                                               | Carcassonne e Narbona | Alet-les-Bains                        | Maria Vergine                                                                                       | rovine della ex-cattedrale (caduta in rovine nel 1577 e demolita nel 1776; diocesi soppressa nel 1801)                         |          |
| Cattedrale di Aleth (Cathédrale Saint-Pierre d'Aleth)                                                                         | Rennes                | Saint-Servan-sur-Mer                  | San Pietro                                                                                          | rovine della ex-cattedrale (rimpiazzata dalla Cattedrale di Saint-Malo nel 1146 e distrutta nel 1255)                          |          |
| Cattedrale di Antibes Cathédrale Notre-Dame-de-la-Platea d'Antibes                                                            | Nizza                 | Antibes                               | Maria Vergine Notre-Dame de la Platéa                                                               | ex-cattedrale (diocesi soppressa nel 1801)                                                                                     |          |
| Cattedrale di Apt Cathédrale Sainte-Anne d'Apt                                                                                | Avignone              | Apt                                   | Sant'Anna                                                                                           | ex-cattedrale (diocesi soppressa nel 1801)                                                                                     |          |
| Cattedrale di Arles Cathédrale Saint-Trophime d'Arles                                                                         | Aix                   | Arles                                 | San Trofimo                                                                                         | ex-cattedrale (Arcidiocesi soppressa nel 1822); basilica minore                                                                |          |
| Cattedrale di Avranches Cathédrale Saint-André d'Avranches                                                                    | Coutances             | Avranches                             | Sant'Andrea                                                                                         | ex-cattedrale, quasi nessuna vestigia (distrutta durante la Rivoluzione francese; diocesi soppressa nel 1801)                  |          |
| Chiesa di Saint-Barthélémy (La Rochelle) Église / Pro-cathédrale Saint-Barthélémy de La Rochelle                              | La Rochelle           | La Rochelle                           | San Bartolomeo                                                                                      | ex pro-cattedrale, chiesa parrocchiale                                                                                         |          |
| Cattedrale di Bastia Cathédrale Sainte-Marie de Bastia                                                                        | Ajaccio               | Bastia                                | Maria Vergine                                                                                       | ex-cattedrale (diocesi soppressa nel 1801)                                                                                     |          |
| Cattedrale di Bazas Cathédrale Saint-Jean-Baptiste de Bazas                                                                   | Bordeaux              | Bazas                                 | San Giovanni Battista                                                                               | ex-cattedrale (diocesi soppressa nel 1801); Patrimonio dell'Umanità                                                            |          |
| Cattedrale di Béziers Cathédrale Saint-Nazaire-et-Saint-Celse de Béziers                                                      | Montpellier           | Béziers                               | Santi Nazario e Celso                                                                               | ex-cattedrale (diocesi soppressa nel 1801)                                                                                     |          |
| Cattedrale di Boulogne Cathédrale Notre-Dame de Boulogne                                                                      | Arras                 | Boulogne-sur-Mer                      | Maria Vergine                                                                                       | ex-cattedrale (diocesi soppressa nel 1801)                                                                                     |          |
| Cattedrale di Calvi Cathédrale Saint-Jean-Baptiste de Calvi                                                                   | Ajaccio               | Calvi                                 | San Giovanni Battista                                                                               | ex-cattedrale (diocesi soppressa nel 1801)                                                                                     |          |
| Cattedrale vecchia di Cambrai Vieille Cathédrale de Cambrai                                                                   | Cambrai               | Cambrai                               | Madonna delle Grazie e Santo Sepolcro                                                               | ex-cattedrale, nessuna vestigia (distrutta durante la Rivoluzione francese)                                                    |          |
| Basilica di San Nazario e Celso Basilique Saint-Nazaire-et-Saint-Celse de Carcassonne                                         | Carcassonne e Narbona | Carcassonne                           | Santi Nazario e Celso                                                                               | ex-cattedrale, basilica minore                                                                                                 |          |
| Cattedrale di Carpentras Cathédrale Saint-Siffrein de Carpentras                                                              | Carpentras            | Carpentras                            | San Siffredo                                                                                        | ex-cattedrale (diocesi soppressa nel 1801)                                                                                     |          |
| Cattedrale di Castres Cathédrale Saint-Benoît de Castres                                                                      | Albi                  | Castres                               | San Benedetto da Norcia                                                                             | ex-cattedrale (diocesi soppressa nel 1801)                                                                                     |          |
| Cattedrale di Cavaillon Cathédrale Notre-Dame-et-Saint-Véran de Cavaillon                                                     | Avignone              | Cavaillon                             | Maria Vergine; San Verano                                                                           | ex-cattedrale (diocesi soppressa nel 1801)                                                                                     |          |
| Cattedrale di Cervione Pro-cathédrale Saint-Erasme de Cervione                                                                | Ajaccio               | Cervione                              | Sant'Erasmo                                                                                         | ex-cattedrale (diocesi soppressa nel 1801)                                                                                     |          |
| Cattedrale di Chalon Cathédrale Saint-Vincent de Chalon                                                                       | Autun                 | Chalon-sur-Saône                      | San Vincenzo                                                                                        | ex-cattedrale (diocesi soppressa nel 1801)                                                                                     |          |
| Cattedrale di Choisy Cathédrale Saint-Louis-et-Saint-Nicolas de Choisy                                                        | Créteil               | Choisy-le-Roi                         | San Luigi; San Nicola                                                                               | ex-cattedrale (1966–87), chiesa parrocchiale                                                                                   |          |
| Cattedrale di Cimiez Cathédrale Sainte-Marie de Cimiez                                                                        | Nizza                 | Cimiez                                | Maria Vergine                                                                                       | rovina della ex-cattedrale (diocesi unita a quella di Nizza nel 465)                                                           |          |
| Cattedrale di Clamecy Cathédrale Notre-Dame-de-Bethléem de Clamecy                                                            | Autun                 | Clamecy                               | Maria Vergine                                                                                       | ex-cattedrale (diocesi soppressa nel 1801; restaurata nel 1840, ma non con questa chiesa come cattedrale); chiesa parrocchiale |          |
| Cattedrale di Condom Cathédrale Saint-Pierre de Condom                                                                        | Auch                  | Condom                                | San Pietro                                                                                          | ex-cattedrale (diocesi soppressa nel 1822)                                                                                     |          |
| Cattedrale di Die (Cathédrale Notre-Dame de Die)                                                                              | Valence               | Die                                   | Maria Vergine                                                                                       | ex-cattedrale (diocesi soppressa nel 1801)                                                                                     |          |
| Cattedrale di Dol Cathédrale Saint-Samson de Dol                                                                              | Rennes                | Dol-de-Bretagne                       | San Sansone                                                                                         | ex-cattedrale (diocesi soppressa nel 1801)                                                                                     |          |
| Cattedrale di Eauze Cathédrale Saint-Luperc d'Eauze                                                                           | Auch                  | Eauze                                 | San Lupercolo                                                                                       | ex-cattedrale (diocesi soppressa probabilmente nel IX secolo)                                                                  |          |
| Cattedrale di Elne (Cathédrale Sainte-Eulalie-et-Sainte-Julie d'Elne                                                          | Perpignano-Elne       | Elne                                  | Sante Eulalia e Giulia                                                                              | ex-cattedrale (diocesi soppressa nel 1601/03)                                                                                  |          |
| Cattedrale di Embrun Cathédrale Notre-Dame d'Embrun                                                                           | Digne                 | Embrun                                | Maria Vergine                                                                                       | ex-cattedrale (Arcidiocesi soppressa nel 1801)                                                                                 |          |
| Cattedrale di Entrevaux Cathédrale Notre-Dame-de-l'Assomption d'Entrevaux                                                     | Digne                 | Entrevaux                             | Assunzione di Maria Vergine                                                                         | ex-cattedrale della Diocesi di Glandèves (diocesi soppressa nel 1801)                                                          |          |
| Cattedrale di Forcalquier Concathédrale Notre-Dame-du-Bourguet de Forcalquier                                                 | Sisteron              | Forcalquier                           | Maria Vergine Notre-Dame-du-Bourguet                                                                | ex co-cattedrale (diocesi soppressa nel 1801)                                                                                  |          |
| Cattedrale di Fréjus Cathédrale Saint-Léonce de Fréjus (or Cathédrale Saint-Aigulf de Fréjus)                                 | Fréjus-Tolone         | Fréjus                                | San Leonzio (o Sant'Aigulfo)                                                                        | ex-cattedrale |          |
| Cattedrale di Grasse Cathédrale Notre-Dame-du-Puy de Grasse                                                                   | Nizza                 | Grasse                                | Maria Vergine Notre-Dame du Puy                                                                     | ex-cattedrale (diocesi soppressa nel 1801)                                                                                     |          |
| Cattedrale di Laon Cathédrale Notre-Dame de Laon                                                                              | Soissons              | Laon                                  | Maria Vergine                                                                                       | ex-cattedrale (diocesi soppressa nel 1801)                                                                                     |          |
| Cattedrale di Lavaur Cathédrale Saint-Alain de Lavaur                                                                         | Albi                  | Lavaur                                | Sant'Alano                                                                                          | ex-cattedrale (diocesi soppressa nel 1801)                                                                                     |          |
| Cattedrale di Lectoure Cathédrale Saint-Gervais-et-Saint-Protais de Lectoure                                                  | Auch                  | Lectoure                              | Santi Gervasio e Protasio                                                                           | ex-cattedrale (diocesi soppressa nel 1801)                                                                                     |          |
| Cattedrale di Lescar Cathédrale Notre-Dame-de-l'Assomption de Lescar                                                          | Auch                  | Lescar                                | Assunzione di Maria Vergine                                                                         | ex-cattedrale (diocesi soppressa nel 1801)                                                                                     |          |
| Cattedrale di Lisieux Cathédrale Saint-Pierre de Lisieux                                                                      | Bayeux-Lisieux        | Lisieux                               | San Pietro                                                                                          | ex-cattedrale (diocesi soppressa nel 1801)                                                                                     |          |
| Cattedrale di Lodève Cathédrale Saint-Fulcran de Lodève, già Cathédrale Saint-Geniez de Lodève                                | Montpellier           | Lodève                                | San Fulcrano, già San Genesio di Arles                                                              | ex-cattedrale (diocesi soppressa nel 1801)                                                                                     |          |
| Cattedrale di Lombez Cathédrale Sainte-Marie de Lombez                                                                        | Auch                  | Lombez                                | Maria Vergine                                                                                       | ex-cattedrale (diocesi soppressa nel 1801)                                                                                     |          |
| Cattedrale di Lucciana Cathédrale Sainte-Marie-de-l'Assomption de Lucciana, detta anche La Canonica                           | Ajaccio               | Lucciana                              | Assunzione di Maria Vergine                                                                         | ex-cattedrale (diocesi soppressa nel 1801)                                                                                     |          |
| Cattedrale di Mâcon Cathédrale Saint-Vincent de Mâcon                                                                         | Autun                 | Mâcon                                 | San Vincenzo                                                                                        | ex-cattedrale (diocesi soppressa nel 1801)                                                                                     |          |
| Cattedrale di Maguelone Cathédrale Saint-Pierre [o Saint-Pierre-et-Saint-Paul] de Maguelone                                   | Montpellier           | Villeneuve-lès-Maguelone              | San Pietro e San Paolo                                                                              | ex-cattedrale (sede episcopale trasferita a Montpellier nel 1536)                                                              |          |
| Cattedrale di Maillezais Cathédrale Saint-Pierre de Maillezais                                                                | Maillezais            | Maillezais                            | San Pietro                                                                                          | ex chiesa abbaziale e cattedrale, rovine (distrutta nel 1562; sede episcopale ristabilita a La Rochelle nel 1648)              |          |
| Vieille Major Ancienne Cathédrale Sainte-Marie-Majeure de Marseille                                                           | Marsiglia             | Marsiglia                             | Maria Vergine                                                                                       | ex-cattedrale, parzialmente demolita (cattedrale fino al 1893)                                                                 |          |
| Cattedrale di Mirepoix Cathédrale Saint-Maurice de Mirepoix                                                                   | Pamiers               | Mirepoix                              | San Maurizio                                                                                        | ex-cattedrale (diocesi soppressa nel 1801)                                                                                     |          |
| Cattedrale di Narbona Cathédrale Saint-Just et Saint-Pasteur                                                                  | Carcassonne e Narbona | Narbona                               | Santi Giusto e Pastore                                                                              | ex-cattedrale (Arcidiocesi soppressa nel 1801); basilica minore                                                                |          |
| Cattedrale di Noyon Cathédrale Notre-Dame de Noyon                                                                            | Beauvais              | Noyon                                 | Maria Vergine                                                                                       | ex-cattedrale (diocesi soppressa nel 1801)                                                                                     |          |
| Cattedrale di Oloron Cathédrale Sainte-Marie d'Oloron-Sainte-Marie                                                            | Bayonne               | Oloron-Sainte-Marie                   | Maria Vergine                                                                                       | ex-cattedrale (diocesi soppressa nel 1801)                                                                                     |          |
| Cattedrale di Orange Cathédrale Notre-Dame-de-Nazareth d'Orange                                                               | Avignone              | Orange                                | Maria Vergine                                                                                       | ex-cattedrale (diocesi soppressa nel 1801)                                                                                     |          |
| Cattedrale di Périgueux Cathédrale Saint-Étienne-de-la-Cité de Périgueux                                                      | Périgueux             | Périgueux                             | Santo Stefano                                                                                       | ex-cattedrale (fino al 1669)                                                                                                   |          |
| Pro-Cattedrale di Rennes Pro-cathédrale Notre-Dame-en-Saint-Mélaine de Rennes                                                 | Rennes                | Rennes                                | Maria Vergine                                                                                       | ex pro-cattedrale |          |
| Cattedrale di Rieux Cathédrale de la Nativité-de-Marie de Rieux                                                               | Tolosa                | Rieux-Volvestre                       | Nascita di Maria Vergine                                                                            | ex-cattedrale (diocesi soppressa nel 1801)                                                                                     |          |
| Cattedrale di Riez Cathédrale Notre-Dame-de-l'Assomption de Riez                                                              | Riez                  | Riez                                  | Assunzione di Maria Vergine                                                                         | ex-cattedrale (diocesi soppressa nel 1801)                                                                                     |          |
| Cattedrale di Saint-Bertrand-de-Comminges Cathédrale Notre-Dame de Saint-Bertrand-de-Comminges                                | Tolosa                | Saint-Bertrand-de-Comminges           | Maria Vergine                                                                                       | ex-cattedrale (diocesi soppressa nel 1801); Patrimonio dell'Umanità                                                            |          |
| Cattedrale di Saint-Florent Cathédrale Saint-Florent de Saint-Florent                                                         | Ajaccio               | Saint-Florent, già Nebbio             | San Fiorenzo                                                                                        | ex-cattedrale (diocesi soppressa nel 1801)                                                                                     |          |
| Cattedrale di Saint-Lizier (Cathédrale Notre-Dame-de-la-Sède de Saint-Lizier e Cathédrale Saint-Lizier de Saint-Lizier)       | Pamiers               | Saint-Lizier                          | Maria Vergine (Notre-Dame-de-la-Sède); San Licerio                                                  | ex-cattedrale (diocesi soppressa nel 1801); Patrimonio dell'Umanità                                                            |          |
| Cattedrale di Saint-Malo Cathédrale Saint-Vincent-de-Saragosse de Saint-Malo                                                  | Rennes                | Saint-Malo                            | San Vincenzo                                                                                        | ex-cattedrale (diocesi soppressa nel 1801)                                                                                     |          |
| Cattedrale di Saint-Omer Cathédrale Notre-Dame de Saint-Omer                                                                  | Arras                 | Saint-Omer                            | Maria Vergine                                                                                       | ex-cattedrale (diocesi soppressa nel 1801)                                                                                     |          |
| Cattedrale di Saint-Papoul Cathédrale Saint-Papoul de Saint-Papoul                                                            | Carcassonne e Narbona | Saint-Papoul                          | San Papulo                                                                                          | ex-cattedrale (diocesi soppressa nel 1801), chiesa abbaziale, chiesa parrocchiale                                              |          |
| Cattedrale di Saint-Paul-Trois-Châteaux Cathédrale Notre-Dame de Saint-Paul-Trois-Châteaux                                    | Valence               | Saint-Paul-Trois-Châteaux             | Maria Vergine                                                                                       | ex-cattedrale (diocesi soppressa nel 1801)                                                                                     |          |
| Cattedrale di Saint-Pierre Cathédrale Saint-Pierre de Saint-Pierre                                                            | La Rochelle           | Saint-Pierre e Miquelon, Saint-Pierre | San Pietro                                                                                          | ex-cattedrale del vicariato apostolico delle Isole di Saint-Pierre e Miquelon (soppresso nel 2018), chiesa parrocchiale        |          |
| Cattedrale di Saint-Pol-de-Léon Cathédrale Saint-Paul-Aurélien de Saint-Pol-de-Léon                                           | Quimper               | Saint-Pol-de-Léon                     | San Paolo Aureliano                                                                                 | ex-cattedrale (diocesi soppressa nel 1801); basilica minore                                                                    |          |
| Cattedrale di Saint-Pons-de-Thomières Cathédrale Saint-Pons de Saint-Pons-de-Thomières                                        | Montpellier           | Saint-Pons-de-Thomières               | San Ponzio                                                                                          | ex-cattedrale (diocesi soppressa nel 1801)                                                                                     |          |
| Cattedrale di Sarlat Cathédrale Saint-Sacerdos de Sarlat                                                                      | Périgueux             | Sarlat-la-Canéda                      | San Sacerdote                                                                                       | ex-cattedrale (diocesi soppressa nel 1801)                                                                                     |          |
| Cattedrale di Senez Cathédrale Notre-Dame-de-l'Assomption de Senez                                                            | Digne                 | Senez                                 | Assunzione di Maria Vergine                                                                         | ex-cattedrale (diocesi soppressa nel 1801)                                                                                     |          |
| Cattedrale di Senlis Cathédrale Notre-Dame de Senlis                                                                          | Beauvais              | Senlis                                | Maria Vergine                                                                                       | ex-cattedrale (diocesi soppressa nel 1801)                                                                                     |          |
| Cattedrale di Sisteron Cathédrale or Concathédrale Notre-Dame-et-Saint-Thyrse de Sisteron; now Église Notre-Dame-des-Pommiers | Digne                 | Sisteron                              | Maria Vergine e San Tirso; ora Maria Vergine (Notre-Dame-des-Pommiers, o "Nostra Signora dei Meli") | ex-cattedrale o co-cattedrale (diocesi soppressa nel 1801)                                                                     |          |
| Cattedrale di Sospel Concathédrale Saint-Michel de Sospel                                                                     | Nizza                 | Sospel                                | San Michele                                                                                         | ex-cattedrale (diocesi soppressa nel 1801)                                                                                     |          |
| Cattedrale di Thérouanne Cathédrale de Thérouanne                                                                             | Thérouanne            | Thérouanne                            | | ex-cattedrale, pochi resti (sede trasferita a Boulogne nel 1567)                                                               |          |
| Cattedrale di Toul Cathédrale Saint-Étienne de Toul                                                                           | Nancy                 | Toul                                  | Santo Stefano                                                                                       | ex-cattedrale (diocesi soppressa nel 1801)                                                                                     |          |
| Cattedrale di Tréguier, ora Basilica di Saint-Tugdual di Tréguier Basilique Saint-Tugdual de Tréguier                         | Saint-Brieuc          | Tréguier                              | San Tudwal                                                                                          | ex-cattedrale (diocesi soppressa nel 1801), basilica minore, chiesa parrocchiale                                               |          |
| Cattedrale di Uzès Cathédrale Saint-Théodorit d'Uzès                                                                          | Nîmes                 | Uzès                                  | San Teodorito                                                                                       | ex-cattedrale (diocesi soppressa nel 1801)                                                                                     |          |
| Cattedrale di Vabres Cathédrale Saint-Sauveur-et-Saint-Pierre de Vabres                                                       | Rodez                 | Vabres-l'Abbaye                       | San Salvatore e San Pietro                                                                          | ex-cattedrale (diocesi soppressa nel 1801)                                                                                     |          |
| Cattedrale di Vaison Cathédrale Notre-Dame-de-Nazareth de Vaison                                                              | Avignone              | Vaison-la-Romaine                     | Maria Vergine                                                                                       | ex-cattedrale (diocesi soppressa nel 1801)                                                                                     |          |
| Cattedrale di Vence Cathédrale de la Nativité-de-Marie de Vence                                                               | Nizza                 | Vence                                 | Nascita di Maria Vergine                                                                            | ex-cattedrale (diocesi soppressa nel 1801)                                                                                     |          |
| Cattedrale di Vescovato Pro-cathédrale Saint-Martin de Vescovato                                                              | Ajaccio               | Vescovato                             | San Martino                                                                                         | ex-cattedrale (diocesi soppressa nel 1801)                                                                                     |          |
| Cattedrale di Vico Cathédrale Saint-Appien de Vico                                                                            | Ajaccio               | Vico                                  | Sant'Appiano                                                                                        | ex-cattedrale (diocesi soppressa nel 1801)                                                                                     |          |
| Cattedrale di Vienne Cathédrale Saint-Maurice de Vienne                                                                       | Grenoble-Vienne       | Vienne                                | San Maurizio                                                                                        | ex-cattedrale (diocesi soppressa nel 1801)                                                                                     |          |

## Chiesa apostolica armena
| Cattedrale                                                                                          | Arcidiocesi o Diocesi                                                                         | Località                | Dedicazione           | Immagine |
| --------------------------------------------------------------------------------------------------- | --------------------------------------------------------------------------------------------- | ----------------------- | --------------------- | -------- |
| Cattedrale apostolica armena di Parigi Cathédrale Apostolique Arménienne St. Jean-Baptiste de Paris | Diocesi apostolica armena di Francia (Diocèse des Eglises Apostoliques Arméniennes de France) | Parigi, Rue Jean-Goujon | San Giovanni Battista |          |

## Chiesa ortodossa
| Cattedrale                                                                           | Arcidiocesi o Diocesi                                                                                             | Località                  | Dedicazione            | Chiesa                 |
| ------------------------------------------------------------------------------------ | --- | ------------------------- | ---------------------- | ---------------------- |
| Cattedrale russo-ortodossa di Nizza Cathédrale Orthodoxe Russe Saint-Nicolas de Nice | Arcidiocesi delle chiese ortodosse russe in Europa occidentale (sotto il Patriarcato ecumenico di Costantinopoli) | Nizza                     | San Nicola             | Chiesa ortodossa russa |
| Cattedrale greco-ortodossa di Parigi Cathédrale Saint-Étienne de Paris               | Metropoli di Francia (sotto il Patriarcato ecumenico di Costantinopoli)                                           | Parigi, Rue Georges Bizet | Santo Stefano          | Chiesa ortodossa greca |
| Cattedrale russo-ortodossa di Parigi Cathédrale Saint-Alexandre-Nevsky de Paris      | Arcidiocesi delle chiese ortodosse russe in Europa occidentale (sotto il Patriarcato ecumenico di Costantinopoli) | Parigi, Rue Daru          | Sant'Alessandro Nevsky | Chiesa ortodossa russa |

## Chiesa episcopale
| Cattedrale                                                                   | Arcidiocesi o Diocesi                         | Località                 | Dedicazione | Chiesa            | Immagine |
| ---------------------------------------------------------------------------- | --------------------------------------------- | ------------------------ | ----------- | ----------------- | -------- |
| Cattedrale della Santissima Trinità Cathédrale de la Sainte-Trinité de Paris | Convocazione delle chiese americane in Europa | Parigi, Avenue Georges V | Trinità     | Chiesa episcopale |          |